# Rourea adenophora
Rourea adenophora là một loài thực vật có hoa trong họ Connaraceae. Loài này được Sidney Fay Blake miêu tả khoa học đầu tiên năm 1923.

## Phân bố
Loài này có tại Costa Rica, Panama, Colombia và Ecuador.

## Mô tả
Cây gỗ nhỏ hoặc dây leo thân gỗ. Lá chét 3-7, hình elip đến hình bầu dục hoặc bầu dục-hình trứng, dài 2,5-13 cm, đuôi nhọn, thuôn tròn ở đáy, giống giấy da, bóng và có gân mắt lưới nổi ở cả hai mặt, có lông tơ rất mịn trên gân lá ở cả hai mặt và trên các gân chính ở mặt dưới, những chỗ khác nhẵn nhụi. Các chùy hoa rậm tuyến có cuống và lông tơ. Hoa nhỏ. Lá đài từ hình trứng rộng tới gần tròn. Quả đại đơn độc, nhẵn nhụi, dài 1,2-1,6 cm.
Các cành có lông tơ, hơi nhẵn, cành non màu nâu ánh tía; cuống lá dài 2,5-4,5 cm và trục lá dài 2,2-5,5 cm khá rậm lông tơ tỏa rộng, thường với các lông tuyến ngắn trộn lẫn; các cuống lá chét dài 2-4 mm; lá chét chủ yếu hình elip, chóp đỉnh dài 3-12 mm, tù, các lá chét bên (giảm dần kích thước về phía gốc lá) dài 2,5-10,2 cm, rộng 1,3-4,5 cm, lá chét đầu cùng dài 8,5-13 cm, rộng 3,5-5 cm; gân chính 4-6 cặp; chùy hoa kiểu gần giống chùm xim, dài 9-10 cm; lá bắc nhỏ, hình mũi mác, dài khoảng 1 mm; các nhánh 5-10 hoa, cuống hoa thanh mảnh, dài 2-3 mm, có khớp nối gần gốc. Thùy đài 5, xếp lợp; các thùy ngoài hình trứng rộng đến gần tròn-hình trứng, hơi nhọn hoặc nhọn; các thùy trong gần tròn, tù hay thuôn tròn, dài 1,5-2 mm, rộng 1,5-1,8 mm, khoảng 2 lần dài hơn ống, tuyến hình cuống, lông rung nhỏ, và đặc biệt về phía đỉnh có lông tơ rất mịn. Cánh hoa hình bầu dục, tù, dài như thùy đài; nhị 10, nhẵn nhụi; chỉ nhị giãn rộng, hợp sinh tại gốc. Lá noãn 5, có lông thưa; đài đồng phát triển ở quả, dài 4 mm, các thùy hình bầu dục hay bầu dục - hình trứng, bền. Quả không cuống, gồm cả đài ở gốc, cong, nhẵn nhụi, có sọc nhỏ khó thấy; hạt dài 1 cm; áo hạt dài 3 mm.